# متحف مونتريال للفنون الجميلة
متحف مونتريال للفنون الجميلة ((بالفرنسية: Musée des beaux-arts de Montréal (MBAM))‏) هو متحف فني يقع في مونتريال، كيبيك، كندا. وهو أكبر متاحف المدينة وأحد أكبر متاحف الفنون في كندا. يقع المتحف في منطقة ميل المربع الذهبي امتداد شارع شيربروك.
يضم المتحف خمسة أجنحة، ويقع على مساحة 53,095 متر مربع، منها 13,000 متر مربع مساحات للعرض. بافتتاح جناح ميشال وريناتا هورنشتاين للسلام عام 2016، أصبح المتحف يحتل المرتبة 18 كأكبر متحف فني في أمريكا الشمالية. كانت مجموعة المعروضات الدائمة تحوي حوالي 44,000 عام 2013. كانت قاعة القراءة الأصلية لرابطة فنون مونتريال أصل مكتبة المتحف الحالية والتي تعدّ أقدم مكتبة فنية في كندا.
متحف مونتريال للفنون الجميلة عضو في المجموعة الدولية لمنظمي المعارض على نطاق واسع، وتعرف أيضاً بمجموعة بيزوت، وهي منتدى يتيح لقادة أكبر متاحف العالم تبادل الأعمال والمعارض. يرتبط المتحف برابطة المتاحف الكندية، وشبكة معلومات التراث الكندي، ومتحف كندا الافتراضي.

## وصلات خارجية
- متحف مونتريال للفنون الجميلة
- Inauguration of the Ben Weider Napoleonic Galleries at the Montreal Museum of Fine Arts
- Georges-Hébert Germain, Un musée dans la ville